# Ranji Trophy
Die Ranji Trophy ist der nationale First-Class-Cricket-Wettbewerb für Indien. An diesem seit 1934–35 ausgetragenen Wettbewerb nehmen derzeit 38 First-Class-Teams aus Indien teil.

## Mannschaften
Am Wettbewerb nehmen 38 Teams teil, wobei es bis zur Saison 2017/18 nur 28 Mannschaften waren. Mit Services und Railways gibt es auch zwei Mannschaften, die auf nationaler Ebene einzuordnen sind:
| Team              | ehemalige Namen                      | Heimstadion                                                        |
| ----------------- | ------------------------------------ | ------------------------------------------------------------------ |
| Andhra Pradesh    |                                      | Dr. Y.S. Rajasekhara Reddy ACA-VDCA Cricket Stadium                |
| Arunachal Pradesh |                                      |                                                                    |
| Assam             |                                      | Dr. Bhupen Hazarika Cricket Stadium, Nehru Stadium                 |
| Baroda            |                                      | Moti Bagh Stadium                                                  |
| Bengal            |                                      | Eden Gardens                                                       |
| Bihar             |                                      | Nalanda International Cricket Stadium                              |
| Chhattisgarh      |                                      | Shaheed Veer Narayan Singh International Cricket Stadium           |
| Chandigarh        |                                      | Sector 16 Stadium                                                  |
| Delhi             |                                      | Feroz Shah Kotla                                                   |
| Goa               |                                      | Dr. Rajendra Prasad Stadium                                        |
| Gujarat           |                                      | Sardar Patel Stadium                                               |
| Haryana           |                                      | Chaudhary Bansi Lal Cricket Stadium                                |
| Himachal Pradesh  |                                      | Himachal Pradesh Cricket Association Stadium                       |
| Hyderabad         | Telangana                            | Rajiv Gandhi International Cricket Stadium                         |
| Jammu and Kashmir |                                      | Sher-i-Kashmir Stadium, Maulana Azad Stadium                       |
| Jharkhand         |                                      | Jharkhand States Cricket Association International Cricket Stadium |
| Karnataka         | Mysore                               | M. Chinnaswamy Stadium                                             |
| Kerala            | Travancore-Cochin                    | Jawaharlal Nehru Stadium, Fort Maidan                              |
| Madhya Pradesh    | Madhya Bharat, Holkar, Central India | Holkar Stadium                                                     |
| Maharashtra       |                                      | Maharashtra Cricket Association Stadium                            |
| Manipur           |                                      | Luwangpokpa Cricket Stadium                                        |
| Meghalaya         |                                      | Meghalaya Cricket Association Cricket Ground                       |
| Mizoram           |                                      | Suaka Cricket Stadium                                              |
| Mumbai            | Bombay                               | Wankhede Stadium, Brabourne Stadium                                |
| Nagaland          |                                      | Sovima Cricket Stadium                                             |
| Odisha            | Orissa                               | Barabati Stadium                                                   |
| Puducherry        |                                      | Cricket Association Puducherry Siechem Ground                      |
| Punjab            |                                      | Punjab Cricket Association IS Bindra Stadium                       |
| Railways          |                                      | East Coast Railway Stadium                                         |
| Rajasthan         | Rajputana                            | Sawai Mansingh Stadium                                             |
| Saurashtra        | Kathiawar, Nawanagar                 | Saurashtra Cricket Association Stadium                             |
| Sikkim            |                                      | Mining Ground                                                      |
| Services          | Army                                 | Palam A Stadium                                                    |
| Tamil Nadu        | Madras                               | M. A. Chidambaram Stadium                                          |
| Tripura           |                                      | Maharaja Bir Bikram College Stadium                                |
| Uttar Pradesh     | United Provinces                     | Green Park Stadium, K. D. Singh Babu Stadium, University Ground    |
| Uttar Pradesh     |                                      | Rajiv Gandhi International Cricket Stadium                         |
| Vidarbha          |                                      | Vidarbha Cricket Association Stadium                               |

Die folgenden Teams nahmen an der Ranji Trophy in der Vergangenheit teil:
| Team                                            | Teilnahme           |
| ----------------------------------------------- | ------------------- |
| Central Provinces & Berar                       | 1934/35 bis 1949/50 |
| Eastern Punjab                                  | 1950/51 bis 1959/60 |
| Gwalior                                         | 1943/44             |
| Holkar                                          | 1941/42 bis 1954/55 |
| Kathiawar                                       | 1946/47 bis 1949/50 |
| North West Frontier Province                    | 1937/38 bis 1946/47 |
| Northern India                                  | 1934/35 bis 1946/47 |
| Northern Punjab                                 | 1960/61 bis 1967/68 |
| Patiala/Patiala and Eastern Punjab States Union | 1934/35 bis 1946/47 |
| Sindh                                           | 1934/35 bis 1947/48 |
| Southern Punjab                                 | 1934/35 bis 1967/68 |
| Western India                                   | 1934/35 bis 1945/46 |

## Sieger
| - 2019/20 Saurashtra - 2018/19 Vidarbha - 2017/18 Vidarbha - 2016/17 Gujarat - 2015/16 Mumbai - 2014/15 Karnataka - 2013/14 Karnataka - 2012/13 Mumbai - 2011/12 Rajasthan - 2010/11 Rajasthan - 2009/10 Mumbai - 2008/09 Mumbai - 2007/08 Delhi - 2006/07 Mumbai - 2005/06 Uttar Pradesh - 2004/05 Railways - 2003/04 Mumbai - 2002/03 Mumbai - 2001/02 Railways - 2000/01 Baroda - 1999/2000 Mumbai - 1998/99 Karnataka - 1997/98 Karnataka |  | - 1996/97 Mumbai - 1995/96 Karnataka - 1994/95 Bombay - 1993/94 Bombay - 1992/93 Punjab - 1991/92 Delhi - 1990/91 Haryana - 1989/90 Bengal - 1988/89 Delhi - 1987/88 Tamil Nadu - 1986/87 Hyderabad - 1985/86 Delhi - 1984/85 Bombay - 1983/84 Bombay - 1982/83 Karnataka - 1981/82 Delhi - 1980/81 Bombay - 1979/80 Delhi - 1978/79 Delhi - 1977/78 Karnataka - 1976/77 Bombay - 1975/76 Bombay - 1974/75 Bombay |  | - 1973/74 Karnataka - 1972/73 Bombay - 1971/72 Bombay - 1970/71 Bombay - 1969/70 Bombay - 1968/69 Bombay - 1967/68 Bombay - 1966/67 Bombay - 1965/66 Bombay - 1964/65 Bombay - 1963/64 Bombay - 1962/63 Bombay - 1961/62 Bombay - 1960/61 Bombay - 1959/60 Bombay - 1958/59 Bombay - 1957/58 Baroda - 1956/57 Bombay - 1955/56 Bombay - 1954/55 Madras - 1953/54 Bombay - 1952/53 Holkar - 1951/52 Bombay |  | - 1950/51 Holkar - 1949/50 Baroda - 1948/49 Bombay - 1947/48 Holkar - 1946/47 Baroda - 1945/46 Holkar - 1944/45 Bombay - 1943/44 Western India - 1942/43 Baroda - 1941/42 Bombay - 1940/41 Maharashtra - 1939/40 Maharashtra - 1938/39 Bengal - 1937/38 Hyderabad - 1936/37 Nawanagar - 1935/36 Bombay - 1934/35 Bombay |

## Siege nach Team

### Provinz-Ära
- Bombay/Mumbai 41
- Karnataka/Mysore 8
- Delhi 7
- Baroda 5
- Madhyra Pradesh/Holkar 4
- Bengal 2
- Tamil Nadu/Madras 2
- Rajasthan 2
- Hyderabad 2
- Maharashtra 2
- Railways 2
- Vidarbha 1
- Western India/Nawanagar/Saurashtra 2
- Gujarat 1
- Haryana 1
- Punjab 1
- Saurashtra 1
- Uttar Pradesh/United Provinces 1